# Onthophagus punctatus
Onthophagus punctatus là một loài bọ cánh cứng trong họ Bọ hung (Scarabaeidae).